# Harvey G. Eastman
Harvey Gridley Eastman (Marshall, New York, 16 octobre 1832-Denver, 13 juillet 1878) est un éducateur et homme politique américain.

## Biographie

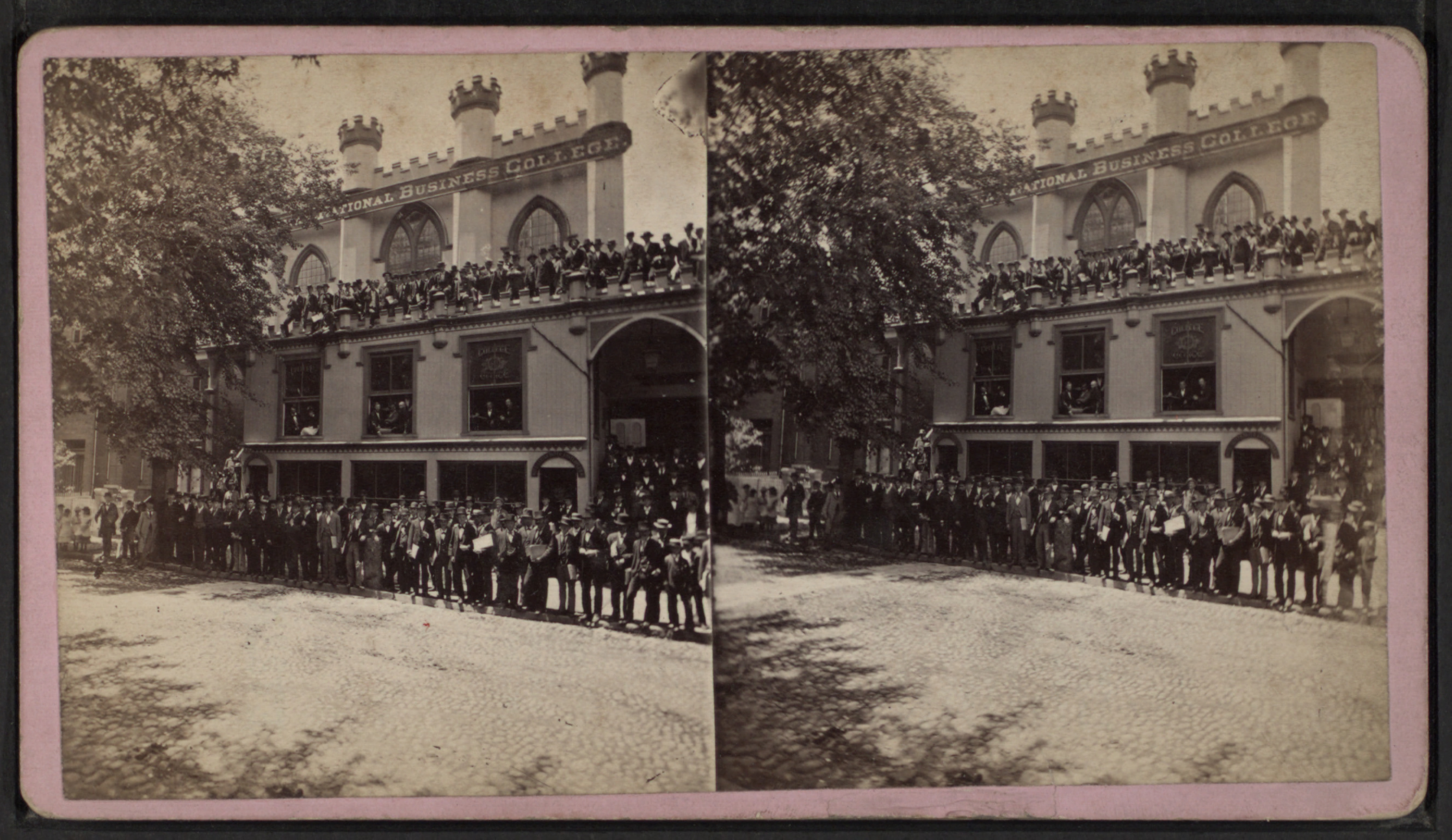
Vue extérieur de la Eastman Business College

Fils d'Horace Haveland Eastman et de Mary A. Gridley, il commence sa carrière d'enseignant à l'École de commerce Eastman à Rochester (New York), fondée par son oncle George Washington Eastman.
En décembre 1855, il fonde sa propre école à Oswego et la transfère au printemps 1858 à Saint-Louis (Missouri). Mais, après avoir embauché des professeurs abolitionnistes dans un Missouri pro-esclavagiste, il est contraint de se déplacer de nouveau et s'installe à Poughkeepsie où il fonde le 3 novembre 1859 le Eastman Business College qui devient une des plus grandes écoles de commerce des États-Unis.
Maire de Poughkeepsie (1871-1874) puis en 1877-1878, il fait construire une usine de filtration d'eau qui fait disparaître le surnom de la ville, The Sickly City.
Membre de la New York State Assembly (1872-1874), il participe au financement d'un pont au-dessus du fleuve Hudson.
Malade, il meurt à Denver, dans le Colorado, en 1878.

## Œuvres
- Eastman's Treatise on Counterfeit, Altered and Spurious Bank Notes, 1859
- Suburban Homes with City Comforts and Conveniences, 1872
- The student's guide for the theoretical department of Eastman National Business College, 1891
- A Practical Treatise on Book-keeping, 1892